# Adelaida García Morales
Adelaida García Morales (* 1945 in Badajoz, Provinz Badajoz; † 22. September 2014 in Dos Hermanas, Provinz Sevilla) war eine spanische Schriftstellerin, deren Erzählungen aus der psychologischen Sicht einer Frau geschrieben sind und oftmals von fantastischen und melodramatischen Intrigen handeln. 1985 wurde sie mit dem Herralde-Romanpreis ausgezeichnet.

## Leben
Adelaida García Morales absolvierte ein Studium der Philosophie und Literaturwissenschaften an der Universität Complutense Madrid, das sie 1970 abschloss. Danach arbeitete sie als Lehrerin und Literaturwissenschaftlerin. Ihr Debütroman Archipiélago erschien 1981; größere Bekanntheit erreichte sie jedoch erst vier Jahre später mit dem 1985 erschienenen Roman El sur, der von Víctor Erice für seinen gleichnamigen Film adaptiert wurde. Ebenfalls 1985 erschien der Roman Bene, der wie El sur in einer ländlichen Gegend spielt und eine magische Beschwörung der Vergangenheit voller Geheimnisse aus der Sicht eines Mädchens zum Inhalt hat.
Für ihr gleichfalls 1985 erschienenes Buch El silencio de las sirenas wurde Adelaida García Morales 1985 mit dem Herralde-Romanpreis ausgezeichnet. Auch darin beschrieb sie ein geheimnisvolles Universum voller außergewöhnlicher, fantastischer Begebenheiten. Im Anschluss veröffentlichte sie La lógica del vampiro 1990 (deutsch: Die Logik des Vampirs), Las mujeres de Héctor 1994 und Mi tía Águeda 1995, dessen Protagonistin ist, die sich an ihre Kindheit, den Tod ihrer Mutter und die Vormundschaft ihrer intoleranten Tante Agatha erinnert. Wie in den meisten ihrer Werke nehmen Frauen die führende Rolle ein, während Männer in der intimen Welt dieser Hauptfiguren nur zweitrangig sind. Fast immer tauchen die Protagonistinnen in ihre Erinnerung ein, um ihre echte, volle und unabhängige Identität wiederherzustellen. Ihr 1996 veröffentlichtes Buch Nasmiya (deutsch: Die Geometrie der Liebe) handelt von einer Frau, die einen Muslim geheiratet hat und zum Islam konvertiert ist und von deren kulturellem Umfeld, als eine zweite Frau des Mannes in das Haus einzieht.

## Veröffentlichungen
- El sur ; seguido de, Bene, Editorial Anagrama, Barcelona 1985, ISBN 8-43391-721-8
- El silencio de las sirenas, Editorial Anagrama, Barcelona 1985, ISBN 8-43391-728-5
- La lógica del vampiro, Editorial Anagrama, Barcelona 1990, ISBN 8-43391-795-1
- Las mujeres de Héctor, Editorial Anagrama, Barcelona 1994, ISBN 8-43390-967-3
- La tía Agueda, Editorial Anagrama, Barcelona 1995, ISBN 8-43390-998-3
- Nasmiya, Plaza & Janés, Barcelona 1996, ISBN 8-40138-542-3
- Mujeres solas, Plaza & Janés, Barcelona 1996, ISBN 8-40138-555-5
- El accidente, Anaya, Madrid 1997, ISBN 8-42078-275-0
- La señorita Medina, Plaza & Janés, Barcelona 1997, ISBN 8-40101-114-0
- El secreto de Elisa, Debate Editorial, Madrid 1999, ISBN 8-48306-231-3
- El testamento de regina, Debate Editorial, Madrid 2001, ISBN 8-48306-381-6

in deutscher Sprache
- Der Süden/ Bene, Übersetzung Anne Sorg-Schumacher und Imme Bergmaier, Suhrkamp, Frankfurt am Main 1989, ISBN 978-3-518-11460-5
- Das Schweigen der Sirenen, Übersetzung Anne Sorg-Schumacher, Suhrkamp, Frankfurt am Main 1991, ISBN 978-3-518-11647-0
- Die Logik des Vampirs, Übersetzung Anne Sorg-Schumacher, Suhrkamp, Frankfurt am Main 1993, ISBN 978-3-518-11871-9
- Die Geometrie der Liebe, Übersetzung Yasmin Bohrmann, Lichtenberg, München 1998, ISBN 978-3-7852-8112-3